# Batebe
Batebe är en ort i Mexiko.   Den ligger i kommunen El Fuerte och delstaten Sinaloa, i den västra delen av landet, 1 200 km nordväst om huvudstaden Mexico City. Batebe ligger 52 meter över havet och antalet invånare är 392.
Terrängen runt Batebe är platt. Runt Batebe är det ganska glesbefolkat, med 23 invånare per kvadratkilometer. Närmaste större samhälle är San Blas, 18,3 km söder om Batebe. I omgivningarna runt Batebe växer huvudsakligen savannskog.